# Montes Teneriffe

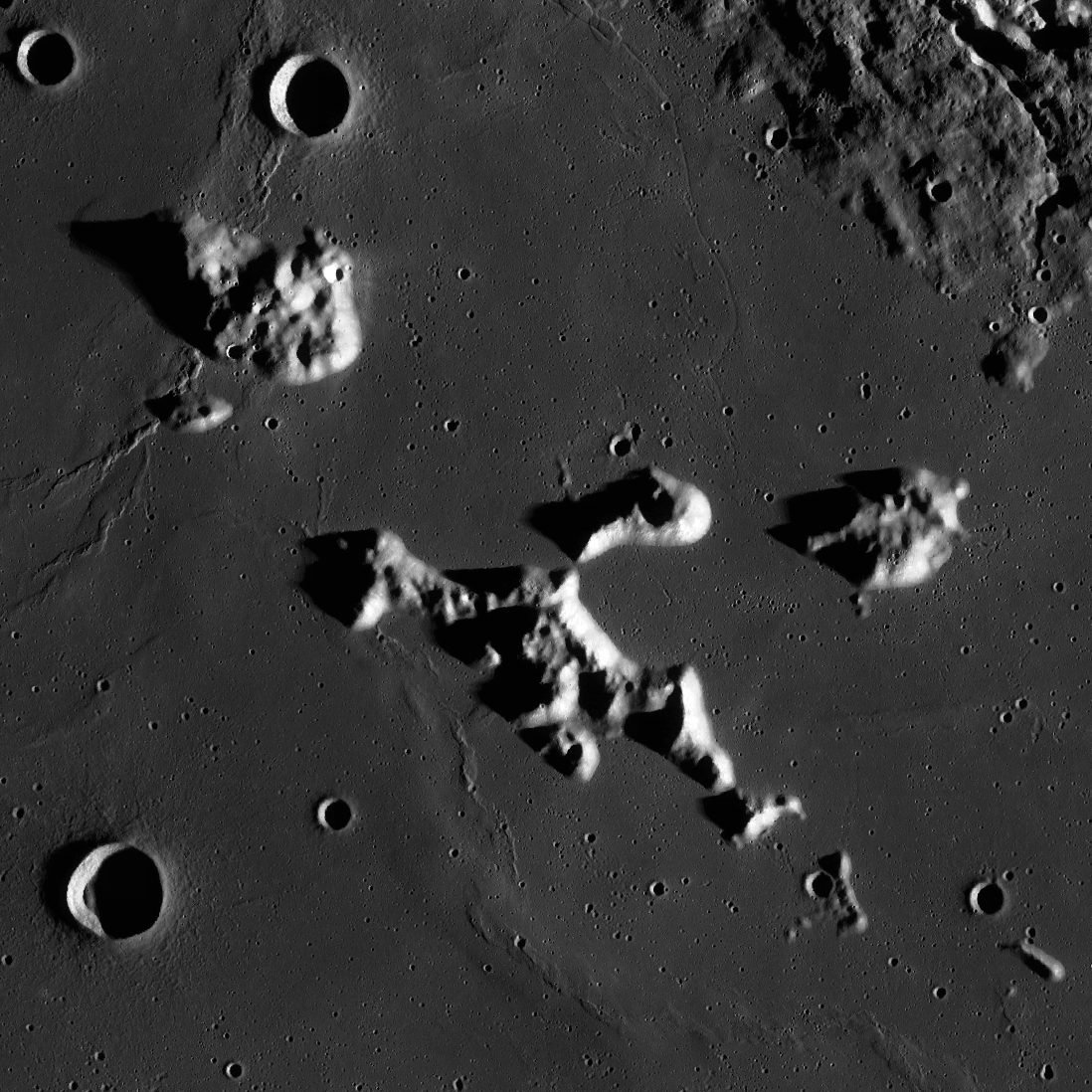
Montes Teneriffe

Les Montes Teneriffe (47, −11) sont un massif montagneux de la Lune s'étendant sur près de 110 km dans la partie nord de la Mare Imbrium. Certains de ses sommets atteignent 2 400 mètres de hauteur.